# Wydział Technologii i Inżynierii Chemicznej Politechniki Bydgoskiej im. Jana i Jędrzeja Śniadeckich
Wydział Technologii i Inżynierii Chemicznej Politechniki Bydgoskiej im. Jana i Jędrzeja Śniadeckich – jeden z dziewięciu wydziałów Politechniki Bydgoskiej im. Jana i Jędrzeja Śniadeckich. Jego siedziba znajduje się przy ul. Seminaryjnej 3 w Bydgoszczy.

## Struktura
- Katedra Aparatury i Technologii Żywności
  - Zakład Analityki Żywności i Ochrony Środowiska
  - Zakład Technologii Żywności
- Katedra Chemii Nieorganicznej
  - Zakład Chemii Koordynacyjnej
- Katedra Fizykochemii i Technologii Związków Organicznych
  - Pracownia Technologii Organicznej
- Katedra Inżynierii Chemicznej i Bioprocesowej
- Zakład Chemii Materiałów i Powłok Ochronnych
- Zakład Chemii Organicznej
- Zakład Technologii Polimerów
- Wydziałowe Laboratorium Doświadczalne
- Wydziałowa Pracownia Komputerowa[2]

## Kierunki studiów
- analityka chemiczna i spożywcza
- inżynieria farmaceutyczna
- technologia chemiczna
- technologia żywności i żywienie człowieka

## Władze
- Dziekan: dr hab. inż. Jolanta Tomaszewska, prof. PBŚ
- Prodziekan ds. Kształcenia i Spraw Studenckich: dr inż. Grażyna Gozdecka, prof. PBŚ[3]